# Tårup
Tårup is een plaats in de Deense regio Zuid-Denemarken, gemeente Nyborg. De plaats telt 310 inwoners (2020).